# Aquilino di Évreux
Aquilino di Evreux (Bayeux, 620 circa – 695 circa) è stato un vescovo franco di Évreux, ed è venerato come santo.

## Biografia
Aquilino è conosciuto per una vita leggendaria, i cui manoscritti più antichi non sono anteriori al XII secolo e il cui culto dunque sembra essere attestato almeno nell'XI secolo.
Nato da nobile famiglia a Bayeux in Bassa Normandia, nel 620 circa, serve nell'esercito del re merovingio Clodoveo II° (639-657) e combatte contro i visigoti.
Ritornato a Chartres e sposatosi, si spostò con la moglie poco a nord ad Évreux in Alta Normandia, dedicandosi a poveri e ai sofferenti. Eletto vescovo di Évreux, succede a sant'Eterno (Aethrius o Eternus) e governa la diocesi fino alla morte, nel 695 circa, dopo aver partecipato al concilio di Rouen con San Ansperto.
Dal punto di vista storico e documentario, un vescovo Aquilino appare in due sole occasioni, giugno 683 o 684 (esequie di sant'Audoeno) e nel 688 o 689 (concilio di Rouen).

## Culto
Fin dagli antichi martirologi, il giorno dedicato al santo è il 19 ottobre:
(Martirologio Romano)